# Horní Slavkov
Město Horní Slavkov (německy Schlaggenwald) se nachází v okrese Sokolov v Karlovarském kraji. Žije zde přibližně 5 300 obyvatel.

## Historie
První písemná zmínka o obci pochází z roku 1332. Od roku 1526 byly ve zdejší mincovně pravděpodobně raženy jáchymovské tolary.

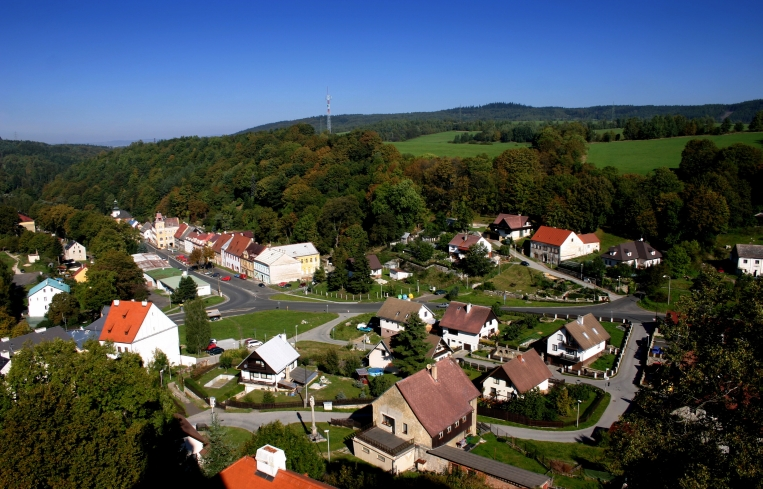
Pohled z věže gotického pevnostního kostela sv. Jiří na historickou část města

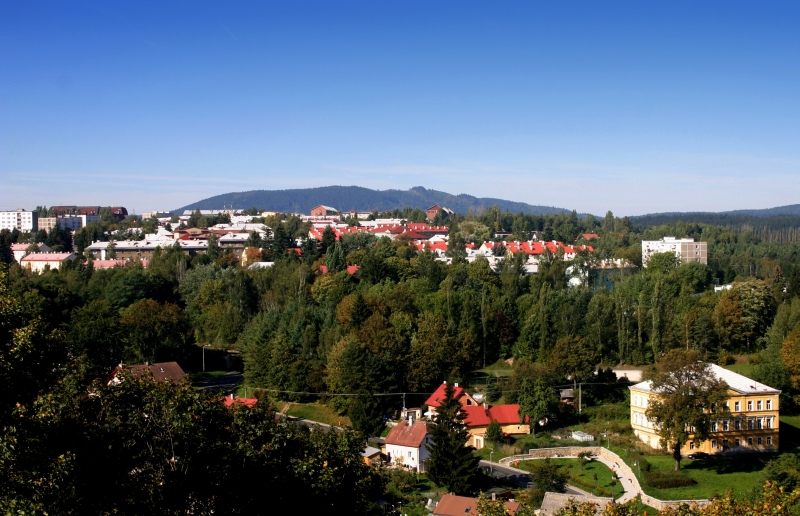
Pohled na novou část města

V české historii patřilo město Horní Slavkov k nejvýznamnějšímu trojměstí hornických měst – Horní Slavkov, Krásno a Město Litrbachy. Dobývalo se zde stříbro, cín, wolfram a v neposlední řadě i uran. Dějiny města Horní Slavkov jsou od počátku spjaty s těžbou nerostného bohatství. Právě hornictví městu přineslo nesmírné bohatství a slávu.
Základy samotného Horního Slavkova byly položeny kolem roku 1355. Město bylo nazváno Slavkov, po svém zakladateli Slávkovi z Rýzmburka, a později získalo i přídomek Horní. Vedle cínu a mědi se zde těžilo také stříbro a druhotně i další kovy. Bližší představy o tehdejším vývoji města i těžbě rud v jeho okolí ale brání nedostatek písemných materiálů. Velká část městských archivů totiž byla zničena v průběhu Šmalkaldské války v letech 1546-1555.
I přesto jsou dnes známa jména tří mužů, jejichž činy katapultovaly relativně bezvýznamné hornické městečko ve Slavkovském lese mezi přední města Českého království. Tím prvním byl Sebastian Pluh z Rabštejna, který se v roce 1495 stal vlastníkem bečovského panství, a tím pádem i Horního Slavkova. Právě on, jeho syn Jan a Janův synovec Kašpar významnou měrou podporovali rozvoj hornictví.
Horní Slavkov se stal největším producentem cínu na světě. Díky tomu město prudce bohatlo a kolem roku 1533 mělo již na čtyři tisíce měšťanů. Kromě nich ve Slavkově a jeho blízkosti žilo až šest tisíc havířů, což ho řadilo mezi pětici největších měst království. Pro srovnání: tehdejší Praha měla zhruba dvojnásobek obyvatel.
Obrovské bohatství hornické aglomerace se odrazilo především v její architektuře, kdy jádro Horního Slavkova vyrostlo do podoby vznosného renesančního městského centra. Prudký rozmach hornictví si navíc vynutil řadu unikátních technických staveb, mezi kterými dodnes udivuje 24 kilometrů dlouhý umělý kanál Dlouhá stoka, který přiváděl vodu z rašelinišť v okolí dnešní Kladské.
V roce 1547 ale bylo panství Pluhům zkonfiskováno. Šlo o přímý důsledek účasti Kašpara Pluha ve Šmalkaldské válce na straně protestantských stavů. Po jejich porážce je Pluh donucen katolickým císařem Ferdinandem I. odejít do exilu a město přechází pod přímou správu koruny. To mu téhož roku vynese i titul královské horní město a s ním i další výhody. Stejně tak se rozrůstají majetky města, které kupuje okolní dvory i obce.
Koncem 16. století ale došlo k poklesu těžby cínu. Město sice prosperovalo díky těžbě stříbra dál, ale přišla třicetiletá válka, kdy město střídavě obsazovaly různé armády. Horní Slavkov musel platit kontribuce a následně také přišel v rámci konfiskací o všechen majetek. Následoval odchod řady báňských specialistů, kteří byli převážně protestantského vyznání.
Hlavní zdroj těžby – Hubský peň, byl postižen četnými závaly, zdůvodněný patrně i neodbornou těžbou a docházelo také k nepokojům horníků – 1680. V roce 1713 postihl město velký požár. Obsazení města francouzskou armádou v roce 1742 i o rok později císařskými vojsky ekonomickou situaci zhoršilo ještě více. Na konci století byl pak zcela opuštěn Hubeský peň, který byl hlavním ložiskem cínu v celém revíru, a chátraly desítky domů. Jako náhrada za hornictví se ve městě postupně rozvíjelo plátenictví, cínařství a následně v obci Háje (Rabensgrün) vznikla v roce 1789 také vůbec první porcelánka v zemi. Roku 1849 pak ve státě zanikla vrchnostenská správa a do čela města se poprvé dostalo volené zastupitelstvo v čele se starostou Josefem Reifem.
Postupně se zlepšovalo dopravní spojení města výstavbou nové říšské silnice a následně i železniční trati Nové Sedlo u Lokte – Krásný Jez, na které byla zřízena stanice Horní Slavkov. To pomohlo k dalšímu rozvoji výroby porcelánu, jehož nejvýznamnějším představitelem ve městě byla první porcelánová manufaktura Haas & Czjzek v Čechách, založena roku 1792. První světová válka Horní Slavkov přímo nepostihla, pokud se nepočítá půldruhá stovka padlých z řad občanů, mrtvé ve městě v důsledku epidemie španělské chřipky nebo konfiskace zvonů z místního kostela sv. Anny pro válečné účely.
Meziválečná hospodářská krize na město dopadla velmi silně a to zde přispělo také k vzestupu fašistů. I přesto byl Horní Slavkov jedním z mála měst v regionu, kde v roce 1938 dobrovolně rukovali i někteří obyvatelé, především z řad sociálních demokratů, na obranu tehdejšího Československa před Hitlerem.
Po odstoupení pohraničí na základě Mnichovské dohody a přičlenění města k Třetí říši byla v Horním Slavkově pro potřeby válečného průmyslu obnovena v roce 1941 opět těžba wolframu a cínu. Dne 7. května 1945 pak do města vstoupila I. pěší divize 5. armádního sboru americké armády. Situace bezprostředně po válce byla ve městě velmi složitá. Dílem byl příčinou nucený odsun většiny obyvatel města, dílem objev strategických zásob uranu. Pracovní sílu z počátku doplňovali a nahrazovali váleční zajatci, později vězni z celkem čtyř vybudovaných vězeňských táborů. V 50. letech je práce vězňů postupně nahrazována brigádníky a lidmi přicházejícími v rámci náborů z jiných částí země. Vyvstávají problémy s jejich ubytováním, které se řeší nejprve narychlo vybudovaným dřevěným sídlištěm. To v letech 1951 až 1960 nahradí nové, které je unikátní ukázkou takzvaného socialistického realismu.

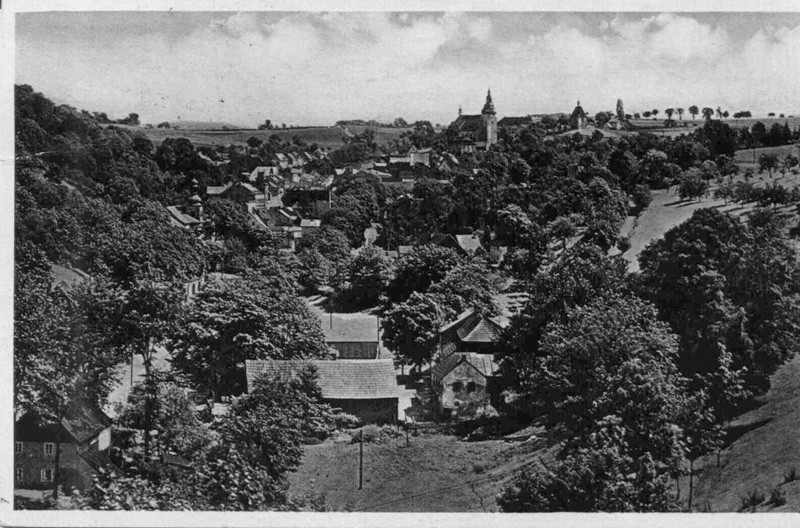
Historický pohled na město

Nově příchozí obyvatelstvo ale nemělo k místu žádný vztah. Často sem přicházelo pouze dočasně nalákané vysokými platy, které často končily v alkoholu nebo hazardních hrách. Nemalou měrou k tomu přispěla situace, kdy bylo město až do 60. let v režimu zóny s omezeným pohybem, kam se smělo jen na speciální propustky.
Situace se výrazně změnila teprve v 60. letech 20. století, kdy ve městě vznikly jako náhrada za utlumenou těžbu uranu nové strojírenské závody a také první projekty rozvoje města, které se snaží alespoň částečně řešit nápravu škod způsobených v předchozím desetiletí. Přibývá stálých obyvatel, i těch, kteří se ve městě již narodili. Vzniká nová infrastruktura, dětská hřiště…, ale vedle těchto pozitivních kroků také krok za krokem chátrají a následně jsou bourány historické domy nesmírné ceny ve staré části města.
V roce 1974 byla zřízena Chráněná krajinná oblast Slavkovský les a od 90. let jsou postupně podnikány jednotlivé kroky vedoucí k záchraně cenného historického jádra města. Území města zahrnuje i katastrální území již zaniklých obcí Bošířany, Kfely u Horního Slavkova, Ležnice, Ležnička a Třídomí.

## Přírodní poměry
Město Horní Slavkov leží přímo v centru Chráněné krajinné oblasti Slavkovský les. Ta byla založena v roce 1974 a patří mezi nejhodnotnější krajinné celky v Česku. Pro širší veřejnost přitom zůstává poněkud ve stínu své slavnější sousedky, Šumavy, ale rozhodně neprávem. Z hlediska přírodních krás toho Slavkovský les může nabídnout skutečně velmi mnoho. Počínaje jedinečným skalním masivem Svatošských skal, přes vrcholová rašeliniště nebo květnaté orchidejové louky až po lokality s výskytem endemických rostlin.
Komfort návštěvníků oblasti výrazně zvyšuje i rozsáhlá síť cyklistických a turistických stezek. Samotné město Horní Slavkov je pak pro cyklistky i pěší návštěvníky Slavkovského lesa ideálním výchozím místem.
Za svoji současnou oblast vděčí především člověku. Ten vrcholové partie původních lesů v 16. století zdevastoval natolik, že je z velké části proměnil v holiny. Příčinou byla obrovská poptávka po dřevu jak ze strany dolů v Horním Slavkově, Krásně a okolí, tak jeho spotřeba pro výstavbu a otop. Masivní kácení porostů bylo proto předmětem opakovaných sporů středověké vrchnosti s těžaři a vynutilo si dokonce i vznik speciálních výnosů. Stálo však také na počátku přeměny původních bučin v nižších polohách a vyšších doubrav na hospodářské lesy současného typu s převládajícími smrkovými monokulturami.

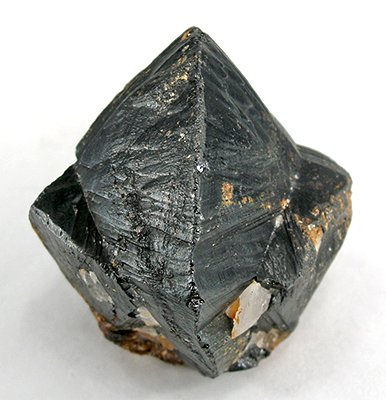
Krystal kasiteritu (5,5 × 5,1 × 4,6 cm) z Horního Slavkova

Rozvoj hornictví měl ale i další vlivy na krajinotvorbu. Velmi výrazné byly změny hydrologických poměrů celé oblasti. Pro potřeby dolů se totiž z vrcholových rašelinišť začala svádět voda pomocí umělých kanálů do nižších poloh, kde se nacházely buď samotné doly, nebo rudné mlýny, stoupy a další technologie k úpravě nerostného bohatství. Voda totiž byla jedinou efektivní hnací silou pro tyto výrobní celky. Zároveň v okolí Horního Slavkova a Krásna vznikla celá řada umělých rybníků různé velikosti, které zadržovaly vodu opět ke stejnému účelu.
Dalším dopadem lidské činnosti na tvorbu krajiny byl vznik masivních sejpů po rýžování rud, hald z hlubinné těžby, ale také důlních propadů starých štol, i stop povrchové těžby, které silně proměnily reliéf krajiny především v oblasti takzvaného Hubského pně. V tomto území probíhala nejintenzivnější těžba od středověku až do konce 20. století.
Výsledkem toho všeho byla v období mezi 16. stoletím a současností tvorba zcela nové krajiny, která do značné míry již neodpovídá té původní, předkolonizační. Na druhé straně ale tato obnova neprobíhala pouze cíleně lidskou činností, ale také přirozenou cestou. Díky tomu se v oblasti historické těžby rud vytvořilo množství zcela unikátních biotopů. Například těžební pole pod horou Krudum se proměnila v bažiny, v nichž se daří masožravým rostlinám. Ale nebyly potřeba ani staletí vývoje. Pouhých několik let stačilo k tomu, aby se bývalé odkaliště dolu Stannum se proměnilo v rozsáhlé hnízdiště břehule říční, a obdobně dynamické procesy probíhají i na dalších místech.
Hodnotu takto unikátně proměněné krajiny si ale lidé dlouho neuvědomovali. Vůbec první podnět k jejích ochraně tak přišel až v roce 1948 z iniciativy pracovníka památkové péče Jaroslava Gottharda. Ačkoliv následovaly různé předběžné administrativní kroky směřující k ochraně Slavkovského lesa, zásadní se stala až takzvaná „petice pěti pečetí“ kdy společně lázeňská města Jáchymov, Františkovy Lázně, Karlovy Vary, Lázně Kynžvart a Mariánské lázně společně požádaly o zřízení Chráněné krajinné oblasti Slavkovský les. Ta byla fakticky vyhlášena 3. května 1974.

## Obyvatelstvo
Při sčítání lidu v roce 1921 zde žilo 3 344 obyvatel, z nichž bylo osm Čechoslováků, 3 269 Němců, jeden jiné národnosti a 66 cizinců. K římskokatolické církvi se hlásilo 3 277 obyvatel, 50 k evangelické církvi, 15 k izraelské církvi a dva byli jiného náboženského vyznání.
| Rok            | 1869  | 1880  | 1890  | 1900  | 1910  | 1921  | 1930  | 1950  | 1961  | 1970  | 1980  | 1991  | 2001  | 2011  |
| -------------- | ----- | ----- | ----- | ----- | ----- | ----- | ----- | ----- | ----- | ----- | ----- | ----- | ----- | ----- |
| Počet obyvatel | 4 213 | 4 063 | 4 076 | 4 072 | 3 730 | 3 344 | 3 288 | 1 881 | 5 525 | 5 357 | 6 045 | 6 047 | 5 895 | 5 976 |
| Počet domů     | 554   | 563   | 579   | 535   | 541   | 543   | 558   | 410   | 398   | 421   | 304   | 351   | 394   | 456   |

| Rok            | 1869  | 1880  | 1890  | 1900  | 1910  | 1921  | 1930  | 1950  | 1961  | 1970  | 1980  | 1991  | 2001  | 2011  |
| -------------- | ----- | ----- | ----- | ----- | ----- | ----- | ----- | ----- | ----- | ----- | ----- | ----- | ----- | ----- |
| Počet obyvatel | 5 374 | 5 358 | 5 363 | 5 351 | 4 927 | 4 453 | 4 294 | 2 095 | 5 669 | 5 478 | 6 106 | 6 101 | 5 972 | 6 089 |
| Počet domů     | 722   | 752   | 776   | 736   | 743   | 745   | 748   | 568   | 398   | 450   | 321   | 377   | 423   | 492   |

## Městská správa
Od 1. ledna 1976 do 23. listopadu 1990 k městu patřila i Dolní Hluboká.

## Znak
Svůj znak mělo město pravděpodobně již ve druhé polovině 15. století. Jeho současná podoba pochází z 16. století, kdy ji Hornímu Slavkovu svým privilegiem potvrdil císař Ferdinand I. Štít je dělen na čtvrtiny, přičemž horní část je červená, dolní zlatá. V levé horní části zobrazuje českého státního lva, zatímco v pravé části je umístěno břevno. V levé spodní čtvrtině znaku města pak je umístěn černý lev ve skoku, zatímco prvé pole zdobí hornický mlátek, želízko a hrábě pro rýžování kovu z písečných náplavů. Ke znaku si pak město přidalo po vzoru dalších horních měst také dva štítonoše, horníky ve slavnostních krojích. Ty ale v současné době již město přestalo zobrazovat a používá znak podle původního císařského privilegia z roku 1547.

## Hospodářství

### Porcelánka Haas & Czjzek

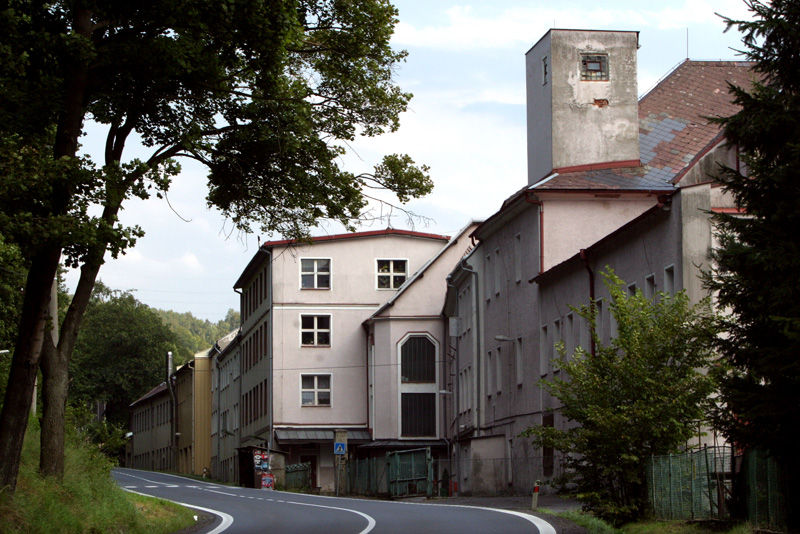
Porcelánka Haas & Czjzek

Ve zdejší krajině se zrodila vůbec první porcelánka na českém území. Tajemství čínské výroby porcelánu nedalo Evropanům dlouho spát a pokusů o jeho napodobení byla celá řada. Snahy najít cestu k domácí výrobě tohoto exkluzivního zboží se nevyhnuly ani českým zemím. Vůbec první historicky doložený úspěšný pokus o výrobu porcelánu v tomto kraji pochází z vesničky Háje, původně zvané Rabensgrün, ležící čtyři kilometry jižně od Horního Slavkova. Na svědomí ho měl zdejší povozník Franz Anton Habertitzl, který ve vsi zahájil první pokusy s výrobou porcelánu již v roce 1789. Kvůli finanční nákladnosti výroby ale založil následně družstvo, ve kterém měli podíl také okolní statkáři. Když ale Habertitzl v roce 1792 zemřel, družstvo se pokouší místo primitivní výroby v Hájích založit novou porcelánku v Bečově. Nepodařilo se mu ale uspět s žádostí o udělení zemského privilegia a tak se někdy kolem roku 1793 rozpadá a s ním definitivně končí i výroba v Hájích. Nicméně z produkce této firmy se nezachovaly žádné artefakty, takže o její výrobě dnes nelze uvést nic bližšího.
Za první skutečnou porcelánku tak je považována až manufaktura v Horním Slavkově, která vznikla v roce 1792 z iniciativy důlmistra císařských dolů na stříbro a cín na penzi Johanna Georga Pauluse, nicméně z počátku i jeho žádost o privilegium na výrobu porcelánu dvorní komerční rada ve Vídni zamítla. Střep byl totiž nekvalitní a více než porcelán připomínal kameninu.
Po několika letech nakonec Paulus s podnikáním končí a firmu prodává. Zásadní změnou se pro ni stává až v roce 1803, když se do rodiny majitelky firmy přižení slavkovský lékař Johann Georg Lippert. Ten totiž po smrti majitelky odkupuje od ostatních členů rodiny jejich podíly, a k podnikání si přizval důlmistra Wenzela Haase. Společně pak dosahují zásadního zvýšení kvality výroby a již roku 1812 tak firma získala potřebné privilegium pro výrobu porcelánu. Již o několik let později pak za své výrobky sklízí řadu ocenění na různých výstavách.
Po smrti Georga Lipperta ale dochází k řadě neshod mezi dědici a Haasem. Wenzelův syn August Haas nakonec odkoupil od Lippertových dědiců jeho podíl, a stal se jediným majitelem firmy. V roce 1857 v ní zaměstnal Johanna Czjzka z Vídně, který později s Augustovým synem Georgem vybudoval později slavnou firmu Haas & Czjzek. Roku 1871 už v Horním Slavkově a Chodově zaměstnávali asi tisíc dělníků. V meziválečném Československu patřila firma k největším výrobcům porcelánu.
Až do znárodnění po roce 1945 firma fungovala pod názvem Haas & Czjzek, který se jí znovu vrátil po privatizaci v roce 1992. U příležitosti 200 let od založení firmy byla porcelánka, nacházející se dva kilometry severozápadně od města při silnici na Loket, prohlášena kulturní památkou. V roce 2009 ji koupil ruský oligarch s cílem vyvážet luxusní porcelán do Ruska. V lednu roku 2011 však byla fabrika uzavřena. Oživit se ji pak pokusila neznáma pražská firma Sideline, v únoru 2014 však stála před exekucí a její majetek se nakonec rozprodal v dražbě.
V Horním Slavkově sídlily také další méně známé porcelánky. Začátkem 20. století zde vznikla nevelká firma Schläggenwalder Porzellanindustrie Bernhardt & Co. zaměřená na výrobu drobného porcelánu, hrnků a kávových souprav. Další továrnu založil roku 1901 A. Waldmann a o tři roky později ji koupili Sommer a Matschak. Také v ní se vyráběl drobný porcelán (hrnky, dózy, nábytková madla ap.). Podnik prosperoval až do druhé světové války. V roce 1944 v něm byla zastavena výroba, následujícího roku byla firma znárodněna a roku 1946 zrušena.

### Hubský peň

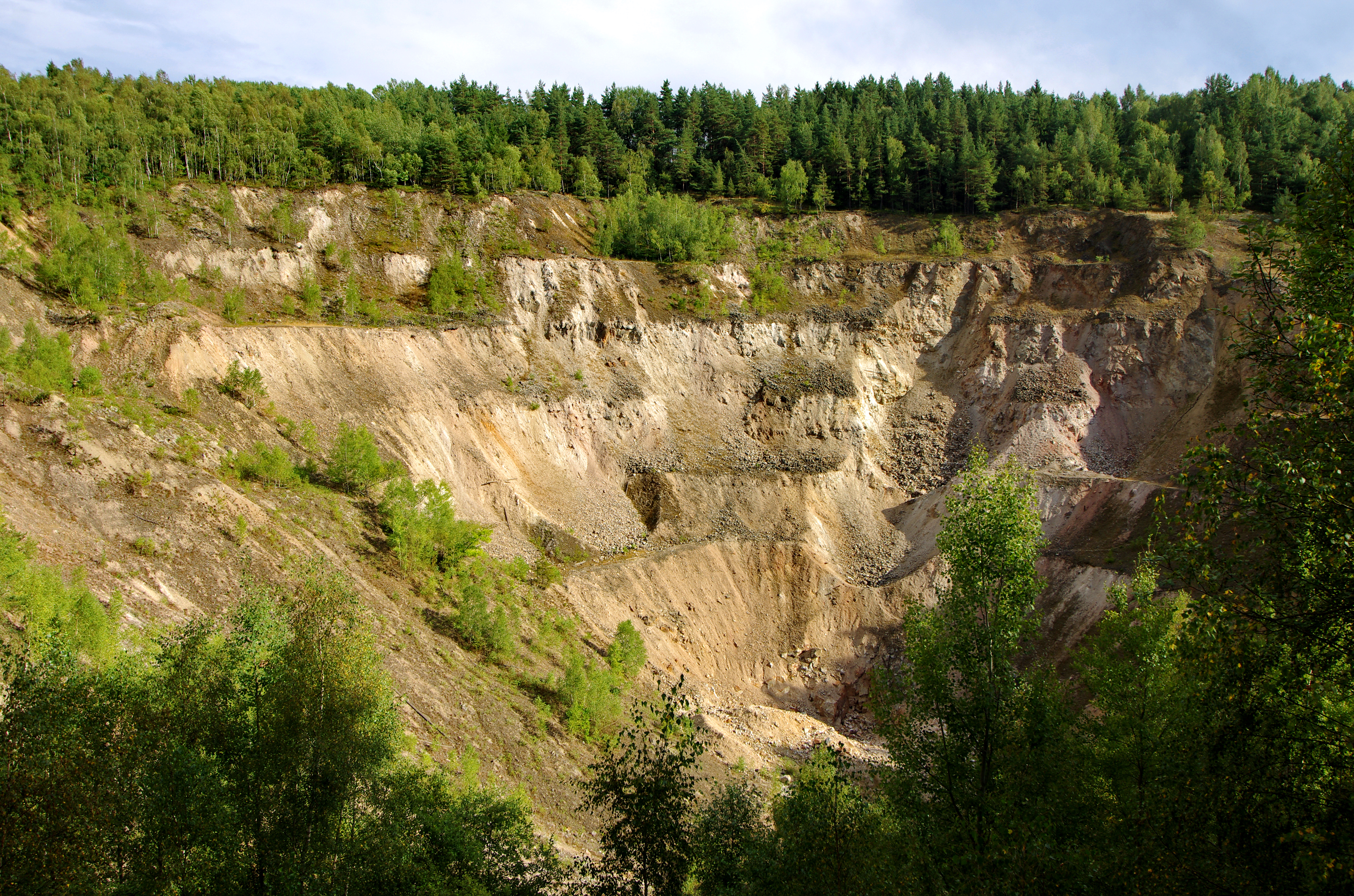
Hubský peň

Pozůstatky zavalených středověkých dolů zdejšího cínového a stříbrného revíru ve formě propadu, takzvaný Hubský peň uvidíme na cestě z Horního Slavkova směrem na Bečov.
Ložiska cínu jsou součástí západního žulového pásma a vyskytovala se v takzvaných čtyřech pních. Z nich nejvýznamnější byl právě Hubský a Schnödův peň, menší pak Klinger a Vysoký kámen. Pně jsou kuželovité útvary cínonosné horniny, které se s postupující hloubkou rozšiřují. Hubský má průměr kolem 190 metrů a v 16. století byl dobýván až do hloubky 180 metrů. V rámci revíru byly stovky šachtic, chodeb a dalších důlních děl.
Důsledkem tak rozsáhlé těžby byl obrovský objem vytěženého materiálu, v revíru Horní Slavkov – Krásno se jen mezi lety 1500 a 1650 vytěžilo téměř 34 tisíc tun cínu. Hrubým odhadem mohlo jít o objem kolem 3,4 milionu tun rudniny.
V podzemí tak vznikaly obrovské vyrubané prostory, které místy dosahovaly i výše několikapatrových domů. Zcela běžně se ložisko otevíralo velkým množstvím šachtic i štol, které se následně podle potřeby propojovaly. Nezanechávaly se tak potřebné opěrné pilíře a docházelo k narušení statiky. Důsledkem toho všeho byly často rozsáhlé závaly a propady. A jedním z nich je zmiňovaná jáma poblíž Horního Slavkova. Za svoji současnou podobu tato oblast vděčí moderní těžbě, která závalové zásoby odtěžila povrchovým způsobem, dále hlubinným způsobem těžil důl Stannum. Svou činnost Stannum definitivně ukončil v roce 1991.

### Uranové doly

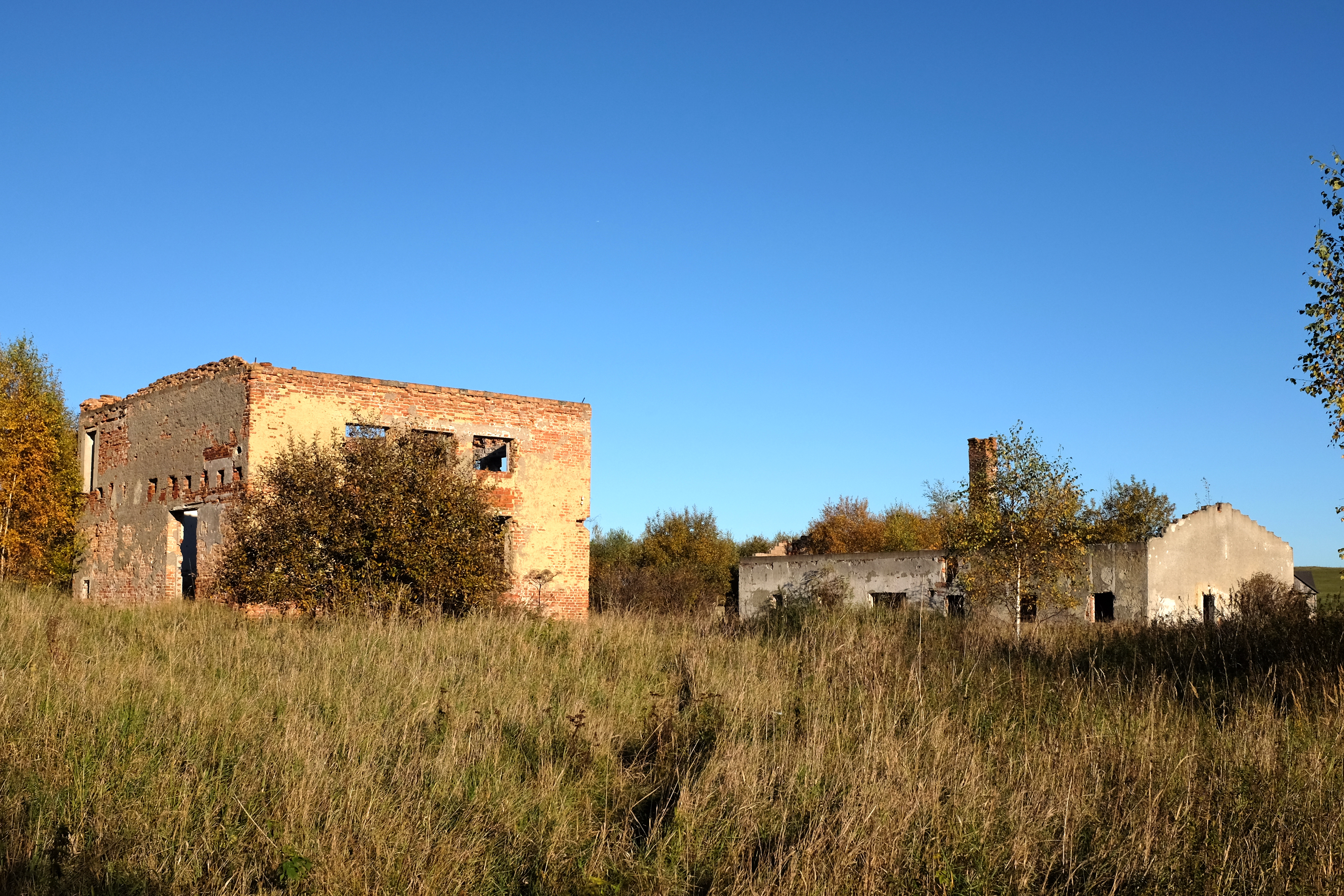
Pozůstatky budov uranového dolu Svatopluk

V padesátých letech 20. století se nedaleko Horního Slavkova nacházely uranové doly, které sloužily také jako pracovní tábory pro vězně komunistického režimu. V noci ze 14. na 15. října 1951 došlo nedaleko Horního Slavkova k hromadnému útěku z komunistických táborů v Československu. (Mylně je tento útěk vydáván za největší útěk z „uranového pekla“, ten však podle dostupných informací byl proveden dne 29. listopadu 1952 z šachty Kamenná na Příbramsku – útěku se účastnilo 20 odsouzených.) Jedenácti vězňům se podařilo uprchnout z šachty č. 14 tábora číslo XII. Útěk se skupině nezdařil, druhý den byla většina uprchlých vězňů chycena či zastřelena u vsi Stanovice. Z obklíčení se podařilo uniknout jen Františku Čermákovi, který byl později zastřelen při přechodu státních hranic u Malacek, a Miroslavu Hasilovi, který se dostal až do Dolních Bojanovic, kde byl později prozrazen Státní bezpečnosti. Není jasné, zda se zastřelil sám, nebo ho zastřelil příslušník StB. Z jedenácti útěkářů přežili jen Karel Kukal a Zdeněk Štich, ostatní byli buď zastřeleni na útěku či odsouzeni k trestu smrti. K trestu nejvyššímu byli odsouzeni Boris Volek a Ladislav Plšek.

### Věznice Horní Slavkov
Věznice Horní Slavkov leží na okraji katastru města. Byla založena v roce 1958. Vězni původně pracovali na stavbách v okolí, později ve dvou výrobních zónách v bezprostřední blízkosti objektu, dále ve strojírenských dílnách a na vnitřních pracovištích. Věznice je profilována pro výkon trestu odnětí svobody dospělých mužů, kteří spáchali závažnou trestnou činnost, a recidivistů zařazených do výkonu trestu s ostrahou s délkou do 15 let.

## Pamětihodnosti
Historické jádro města bylo v roce 1952 vyhlášeno městskou památkovou rezervací, to však nezabránilo jeho těžké devastaci. Během následujících devíti let bylo zbořeno 249 budov a rezervace byla roku 1961 nezákonně zrušena. Demolice ve městě následně pokračovaly až do 90. let 20. století, takže z historického centra zbylo jen torzo, přičemž místa po zbořených budovách většinou nebyla zastavěna. Roku 1992 byla na území historického jádra města vyhlášena městská památková zóna.

### Kostel svatého Jiří

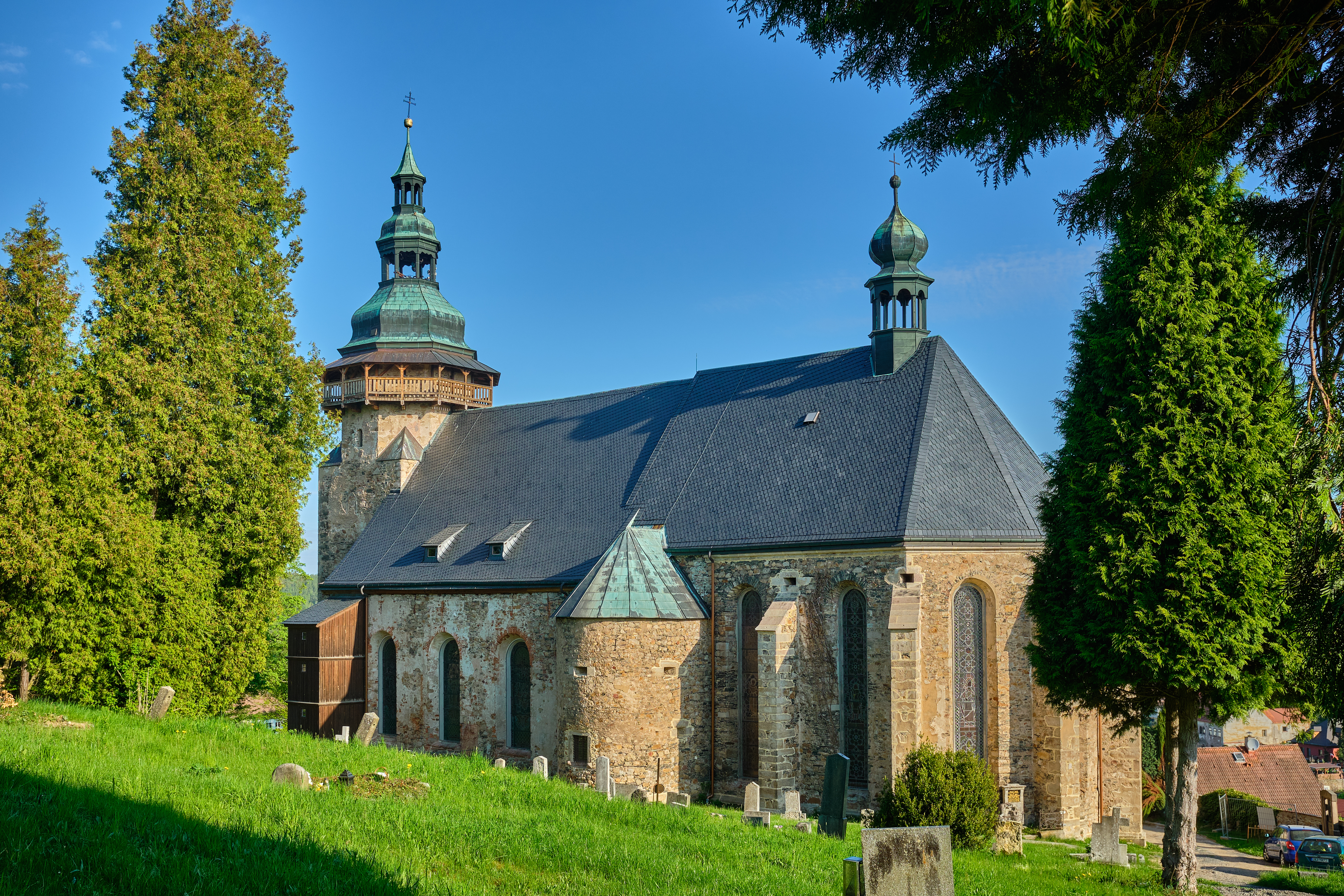
Kostel svatého Jiří

Zřejmě nejcennější památkou města Horní Slavkov je gotický pevnostní kostel sv. Jiří. Kostel je v historických pramenech připomínán již kolem roku 1380, ve starší literatuře se dokonce uvádí i rok 1242. Současná pozdně gotická jednolodní podoba stavby ale pochází až z přestavby v letech 1517 až 1520. Jejím iniciátorem stavby kostela byl, podle dobových kronik tehdejší majitel panství Jan Pluh z Rabštejna, o staviteli však není nic bližšího známo. Kroniky zmiňují pouze mistra Hanse s tovaryši. Tato stavba prošla ještě v 18. století další barokní úpravou, která však již nijak zásadně nezasahovala do základní hmoty stavby.
Kostel měl původně tři věže vybavené zesíleným zdivem. Spolu s masivní hřbitovní zdí nahrazoval městu ve válečných konfliktech chybějící městské hradby. Jedna z věží ale byla, kvůli nestabilitě podloží, opakovaně už od 16. století opravována. V roce 1739 pak ubourána a dnes její zbytky tvoří sakristii.

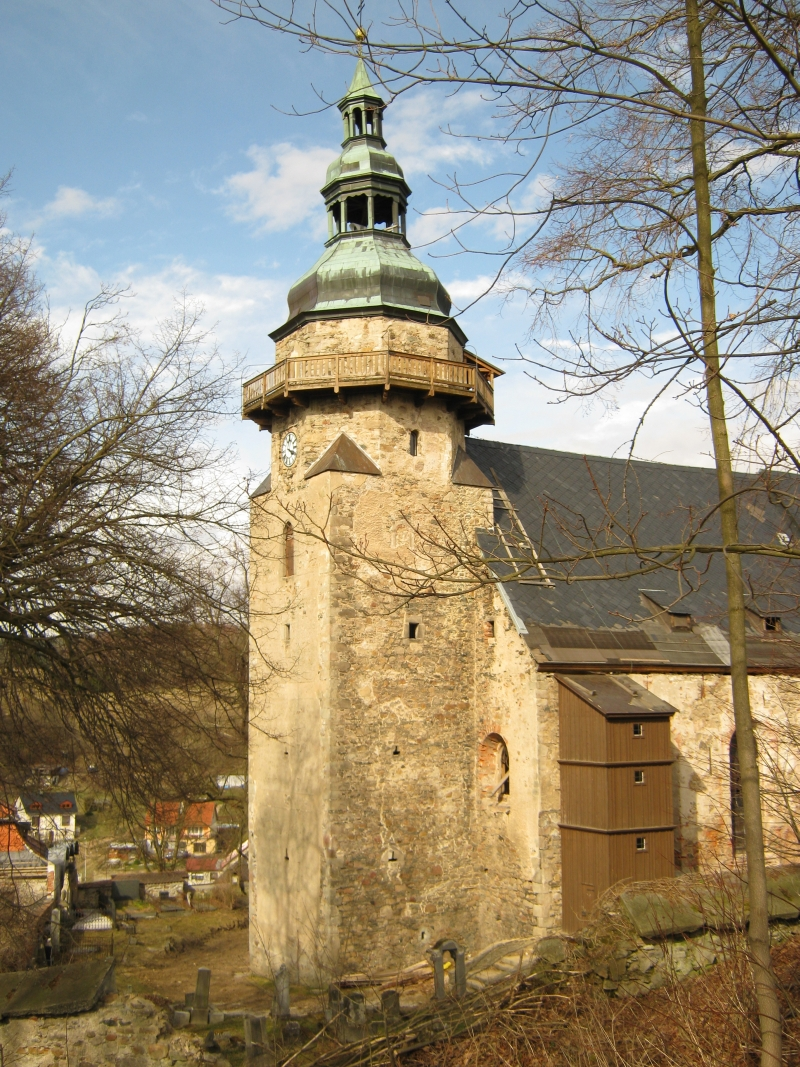
Věž kostela svatého Jiří

Střílnami, utvářející typický vzhled hornoslavkovského kostela, byla ale stavba vybavena zřejmě až v pozdějších letech. V období vrcholného středověku totiž církevní předpisy bránily vybavování kostelů prvky aktivní obrany. Jejich instalace tak nejspíše souvisí s obdobím husitských válek, kdy se zásadně změnilo nahlížení na posvátnost a nezadatelnost kostelních staveb.
Nezodpovězenou otázkou zůstává, proč byl kostel vybudován na místě ze strategického hlediska tak nevýhodném. Starší badatelé tuto skutečnost dávali do souvislosti se starší sakrální stavbou v místě.
V areálu přilehlého hřbitova pak lze najít i některé další památky, mezi něž patří renesanční zvonice vybudovaná kolem roku 1540 nebo hroby významných obyvatel města. Z nich je zřejmě nejvýraznější hrobka Wenzela Haase a rodiny Lippertů, zakladatelů hornoslavkovské porcelánky. V horní části pak hřbitovu dominují tři pomníky, které výmluvně ilustrují novodobé dějiny města. První je věnován sovětským občanům, kteří ve městě zahynuli při otrockých pracích během druhé světové války. Druhý je kříž na památku politických vězňů, kteří byli v roce 1951 zastřeleni na útěku z jednoho ze zdejších komunistických lágrů. Třetí kříž je pak křížem porozumění a byl vztyčen v roce 1992 jako symbol narovnání česko-německých vztahů.
Z opačné strany ke hřbitovní zdi přiléhá barokní budova děkanství postavená v letech 1755–1756 stavitelem J. Pöpperlem. Před ním pak stojí vzácná pozdně gotická zádušní svítilna, která původně stála na hřbitově a na současné místo byla přemístěna někdy kolem roku 1685. V sousední Kostelní ulici se nachází ještě dvě menší památky, nenápadná kaple Božího Těla, z roku 1736 významná především vnitřní výzdobou malíře Mathiase Mathiowicze a Trojiční sloup vybudovaný kolem roku 1685.

### Kostel svaté Anny

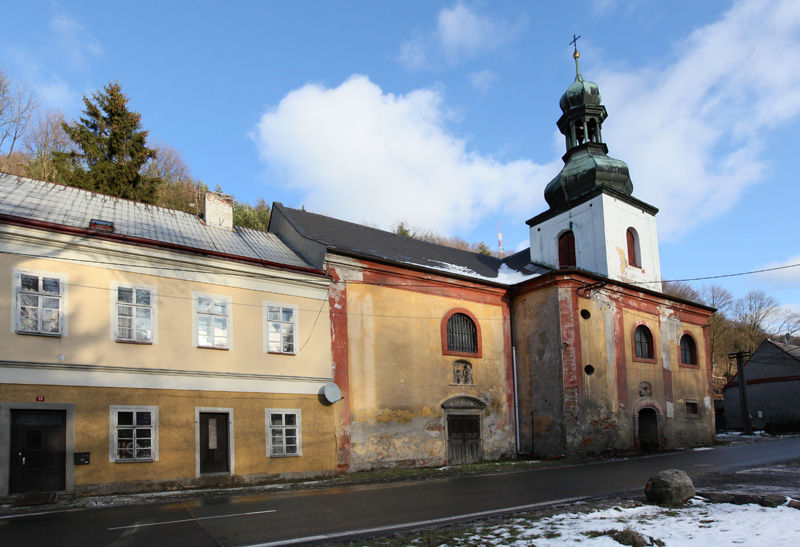
Kostel svaté Anny

Kostel svaté Anny stojí u příjezdu do města ve směru od Lokte. Vznikl kolem roku 1500 spolu s výstavbou městského špitálu. Původní stavbu ale zničil požár v roce 1713. Jeho současná podoba pochází z roku 1728. Jednolodní kostel s nízkou věží je významný především svým interiérem. Vnitřní zaklenutí valenou klenbou vyzdobil významný regionální barokní malíř a purkmistr Horního Slavkova Eliáš Dollhopf (1703–1773). Stavební zajímavostí pak je propojení kostela ve výši prvního patra se sousední budovou bývalého špitálu, dnes sloužící jako bytový dům. Kostel je přístupný v rámci pravidelných bohoslužeb, případně po dohodě s farností v Lokti.

### Pluhův dům a muzeum

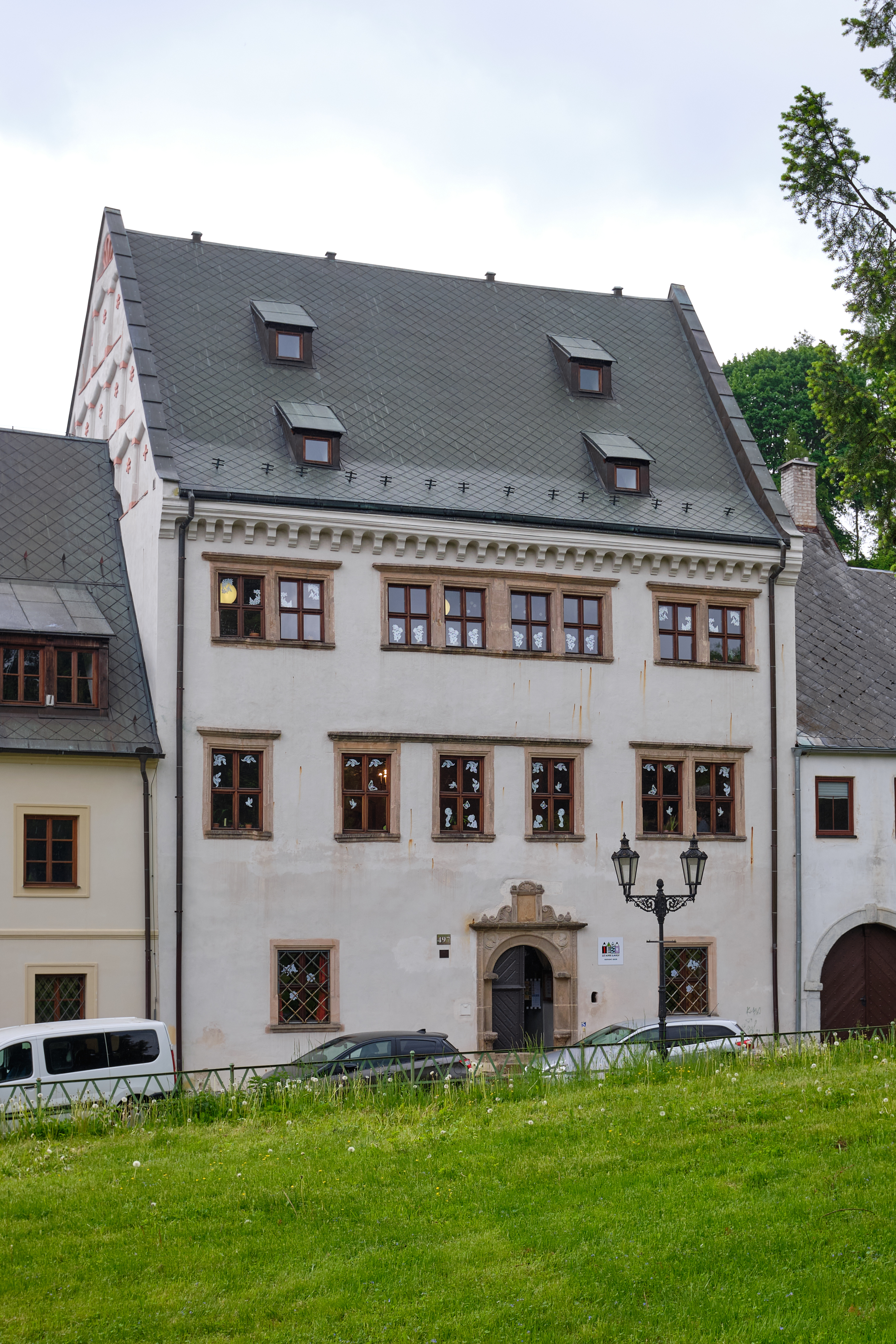
Pluhův dům

Nejvýznamnější renesanční stavbou ve městě je takzvaný Pluhův dům. Tento původně panský dům majitelů města, šlechtického rodu Pluhů z Rabštejna, byl vybudován v letech 1510 až 1512. Stavba se zajímavá především tím, že se na zachovala celá řada dobových prvků, počínaje ostěními oken, přes klenby interiérů a honosný vstupní portál až k otevřené lodžii nebo některým prvkům vnitřní výzdoby. Po dlouhých letech nákladné rekonstrukce města Horní Slavkov se objekt stal zázemím pro výuku hudebního oboru Základní umělecké školy.

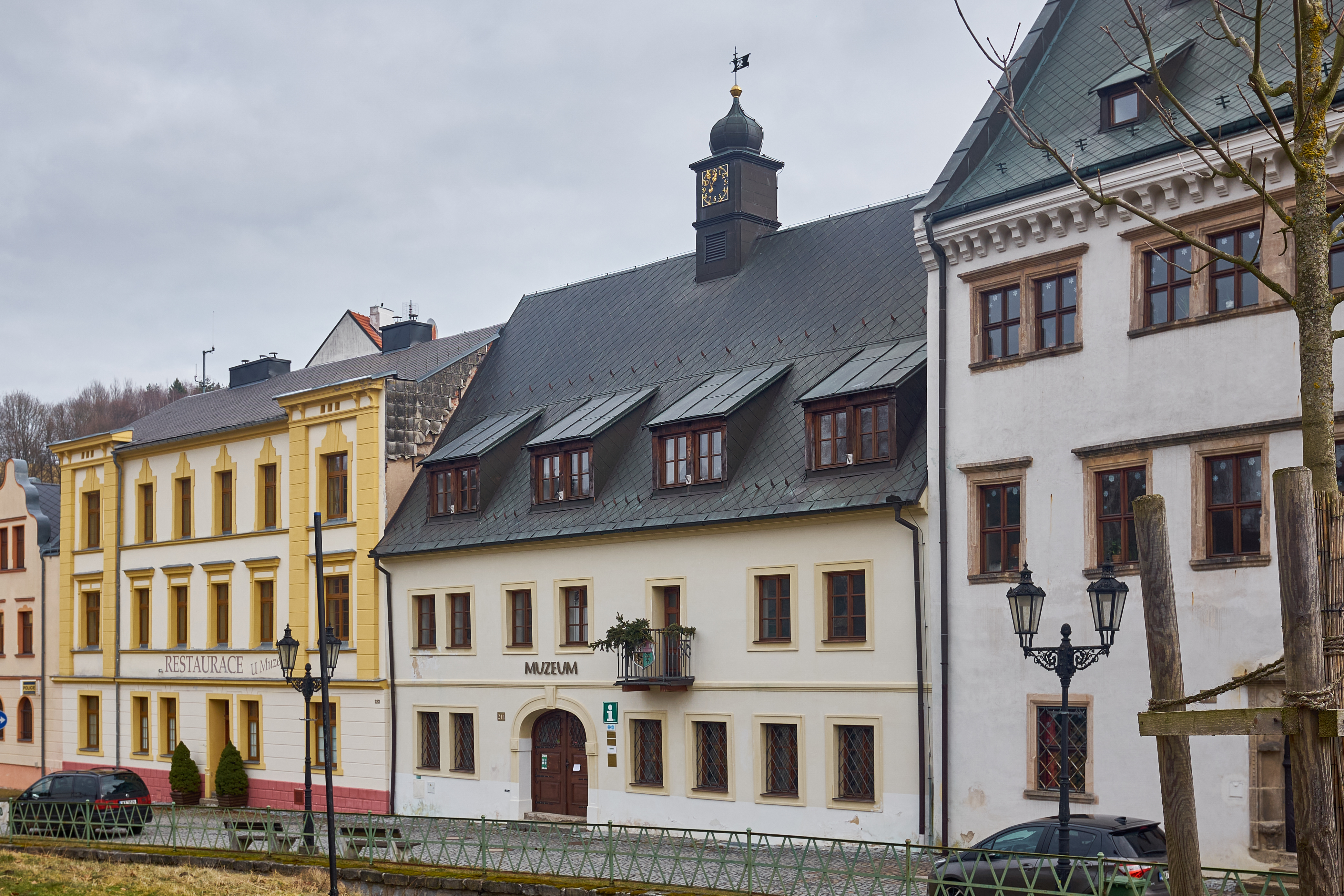
Muzeum

Stavebně na budovu Pluhova domu navazuje goticko-renesanční dům čp. 211. Ten v minulosti pravděpodobně sloužil jako hospodářské zázemí sousedního panského domu. Dnes zde sídlí městské muzeum. Zajímavou architektonickou částí domu je dochovaný dýmník černé kuchyně včetně původního komína. V kuchyni, která je dominantou vstupního vestibulu muzea, je dnes nainstalován inventář přibližující její dobový provoz.
Samotné muzeum pak prezentuje hlavní historické mezníky ve vývoji města počínaje hornictvím, přes výrobu cínu a porcelánu až po obecnou historii a vývoj města.

### Seidlhaus

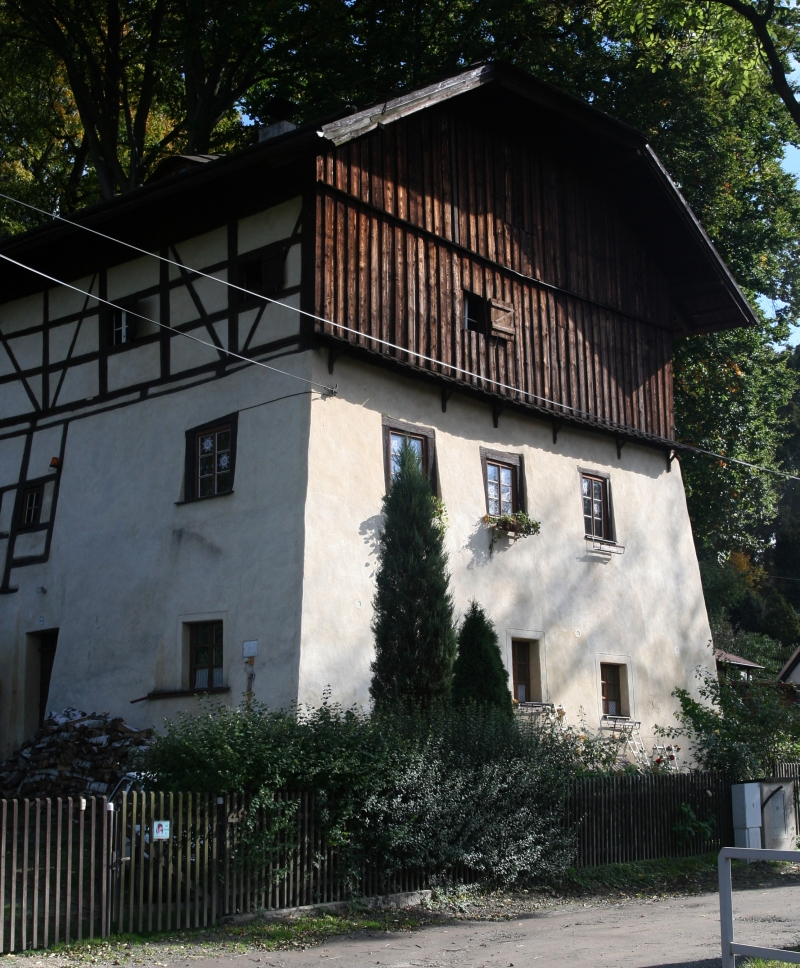
Seidlhaus

Objektem, který výrazně vybočuje z ostatních památek v centru historické části Horního Slavkova je takzvaný Seidelhaus. Jde o mohutnou, částečně hrázděnou budovu, která je vzácně zachovaným rudním mlýnem z 16. století. Objekt zároveň plnil také roli obytného měšťanského domu a vedle původních sklepů tesaných do skály se zde dochovala také dobová černá kuchyně. Budova před časem prošla rozsáhlou rekonstrukcí. Je v soukromém vlastnictví a není veřejně přístupná.
Podle nalezených zařízení na drcení obilí panuje i názor, že se nejednalo o rudní mlýn, nýbrž o sladovnu.

### Městské popraviště
Jako významné královské horní město měl Horní Slavkov, vedle mnoha dalších privilegií, také právo hrdelní. A ačkoliv nikdy neměl vlastního kata, a musel si ho půjčovat z Chebu nebo Jáchymova, hrdelního práva zdejší justice hojně využívala. Připomínkou této neveselé části historie je dodnes stojící městské popraviště ležící přibližně kilometr od historické části Horního Slavkova při silnici na Bošířany.

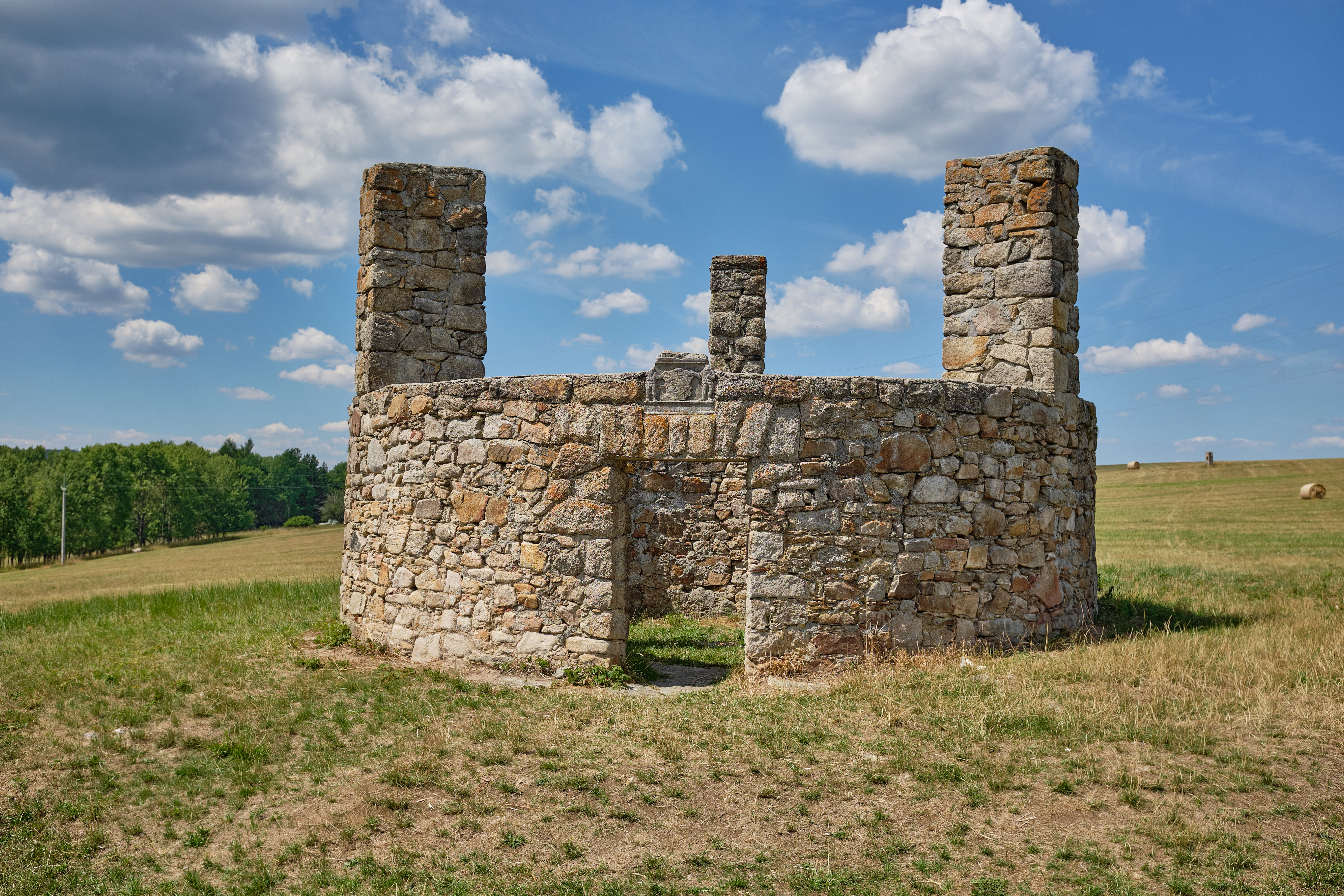
Popraviště

Původní kruhové popraviště se třemi pilíři, původně šest metrů vysokými, bylo postaveno na Šibeničním vrchu někdy kolem roku 1500 a během svého fungování prošlo třemi rozsáhlejšími stavebními úpravami. Nicméně v roce 1750 byla soudní pravomoc z města přenesena do Chebu a tak posledním zdejším popraveným byla 10. září 1751 Marie Alžběta Früchtlová z Radošova za vraždu svého manžela a služebné.
Od té doby popraviště chátralo a nebylo užíváno. Na počátku 19. století se pak dočkalo romantické úpravy a při další rekonstrukci v roce 1936 byla nad vstup na popraviště dodatečně umístěna kopie znaku města s letopočtem 1598. Ten se původně nacházel na renesanční zvonici u kostela sv. Jiří a je doplněn latinským nápisem Hodie mihi, cras tibi, což v překladu znamená Dnes mně, zítra tobě.

### Ostatní
Kulturní památky
- Kaple Božího Těla
- Kaple svatého Jana Nepomuckého
- Gotická zádušní svítilna před děkanstvím
- Socha svatého Floriána na náměstí Republiky
- Socha svatého Jana Nepomuckého s mostkem
- Sloup Nejsvětější Trojice na Kostelním náměstí
- Děkanství
- Měšťanský dům Pflughaus
- Zaniklá latinská škola – zbořena v 60. letech

Technické památky
- Zaniklá dvojice kašen na náměstí Republiky – zbořeny v 60. až 70. letech 20. století
- Keramická továrna[17]
- Dědičná štola Kašpara Pluha
- Porcelánka
- Distribuční trafostanice Kfely

## Osobnosti
- Jeroným Kohl (1632–1709), sochař raného baroka
- Eliáš Dollhopf (1703–1773), barokní malíř
- Georg Haas z Hasenfelsu (1841–1914), rakousko-uherský podnikatel, spolumajitelem porcelánky Haas & Czjzek
- Josef Waldert (1848–1927), stavitel
- Tomáš Savka (1983), zpěvák

## Partnerská města
- Arzberg, Německo
- Sławków, Polsko